# Italië op de Paralympische Winterspelen 2018
Italië was een van de landen die deelnam aan de Paralympische Winterspelen 2018 in Pyeongchang, Zuid-Korea.

## Medailleoverzicht
| Sport       | Paralympiër                              | Onderdeel                         | Medaille |
| ----------- | ---------------------------------------- | --------------------------------- | -------- |
| Alpineskiën | Giacomo Bertagnolli Gids: Fabrizio Casal | Reuzenslalom, visueel beperkt (m) | Goud     |
| Alpineskiën | Giacomo Bertagnolli Gids: Fabrizio Casal | Slalom, visueel beperkt (m)       | Goud     |
|             |                                          |                                   |          |
| Alpineskiën | Giacomo Bertagnolli Gids: Fabrizio Casal | Super G, visueel beperkt (m)      | Zilver   |
| Snowboarden | Manuel Pozzerle                          | Snowboardcross, SB-UL (m)         | Zilver   |
|             |                                          |                                   |          |
| Alpineskiën | Giacomo Bertagnolli Gids: Fabrizio Casal | Afdaling, visueel beperkt (m)     | Brons    |

## Deelnemers en resultaten
(m) = mannen, (v) = vrouwen 

### Alpineskiën
| Paralympiër                              | Onderdeel                            | Resultaat | Prestatie      |
| ---------------------------------------- | ------------------------------------ | --------- | -------------- |
| Davide Bendotti                          | Afdaling, staand (m)                 | 21e       | 1:34.69        |
| Davide Bendotti                          | Super G, staand (m)                  | 28e       | 1:35.75        |
| Davide Bendotti                          | Supercombinatie, staand (m)          | DNF       | Niet gefinisht |
| Davide Bendotti                          | Reuzenslalom, staand (m)             | 19e       | 2:26.82        |
| Davide Bendotti                          | Slalom, staand (m)                   | 12e       | 1:47.48        |
| Giacomo Bertagnolli Gids: Fabrizio Casal | Afdaling, visueel beperkt (m)        | Brons     | 1:26.46        |
| Giacomo Bertagnolli Gids: Fabrizio Casal | Super G, visueel beperkt (m)         | Zilver    | 1:26.29        |
| Giacomo Bertagnolli Gids: Fabrizio Casal | Supercombinatie, visueel beperkt (m) | DNF       | Niet gefinisht |
| Giacomo Bertagnolli Gids: Fabrizio Casal | Reuzenslalom, visueel beperkt (m)    | Goud      | 2:10.51        |
| Giacomo Bertagnolli Gids: Fabrizio Casal | Slalom, visueel beperkt (m)          | Goud      | 1:36.12        |
| Rene De Silvestro                        | Super G, zittend (m)                 | DNF       | Niet gefinisht |
| Rene De Silvestro                        | Supercombinatie, zittend (m)         | DNF       | Niet gefinisht |
| Rene De Silvestro                        | Reuzenslalom, zittend (m)            | 8e        | 2:19.11        |
| Rene De Silvestro                        | Slalom, zittend (m)                  | 7e        | 1:45.40        |

### Langlaufen
| Paralympiër         | Onderdeel                                 | Resultaat | Prestatie |
| ------------------- | ----------------------------------------- | --------- | --------- |
| Christian Toninelli | 1.5 km sprint klassieke stijl, staand (m) | 23e       | 4:49.2    |
| Christian Toninelli | 10 km klassieke stijl, staand (m)         | 21e       | 29:52.7   |
| Christian Toninelli | 10 km vrije stijl, staand (m)             | 17e       | 0:59:34.8 |

### Sledgehockey
| Paralympiër | Onderdeel     | Resultaat | Prestatie |
| --- | ------------- | --------- | --- |
| Alessandro Andreoni Eusebiu Antochi Gabriele Araudo Bruno Balossetti Gianluca Cavaliere Valerio Corvino Christoph Depaoli Stephan Kafmann Sandro Kalegaris Nils Larch Gregory Brian Alexis Leperdi Andrea Macri Florian Planker Roberto Radice Gianluigi Rosa Santino Stillitano Werner Winkler | Team, gemengd | 4e        | Groep A (2e) NOR - ITA: 2 - 3 CAN - ITA: 10 - 0 ITA - SWE: 2 - 0 Halve finale USA - ITA: 10 - 1 Troostfinale KOR - ITA: 1 - 0 |

### Snowboarden
| Paralympiër      | Onderdeel                 | Resultaat | Prestatie |
| ---------------- | ------------------------- | --------- | --------- |
| Roberto Cavicchi | Slalom, SB-UL (m)         | 15e       | 0:58.17   |
| Jacopo Luchini   | Snowboardcross, SB-UL (m) | 4e        | 1:04.60   |
| Jacopo Luchini   | Slalom, SB-UL (m)         | 4e        | 0:52.02   |
| Manuel Pozzerle  | Snowboardcross, SB-UL (m) | Zilver    | 1:02.75   |
| Manuel Pozzerle  | Slalom, SB-UL (m)         | 6e        | 0:54.19   |
| Paolo Priolo     | Snowboardcross, SB-UL (m) | 8e        | 1:04.58   |

Andorra · Argentinië · Armenië · Australië · België · Bosnië en Herzegovina · Brazilië · Bulgarije · Canada · Chili · China · Denemarken · Duitsland · Finland · Frankrijk · Georgië · Griekenland · Groot-Brittannië · Hongarije · IJsland · Iran · Italië · Japan · Kazachstan · Kroatië · Mexico · Mongolië · Nederland · Nieuw-Zeeland · Noord-Korea · Noorwegen · Oekraïne · Oezbekistan · Oostenrijk · Polen · Roemenië · Servië · Slovenië · Slowakije · Spanje · Tadzjikistan · Tsjechië · Turkije · Verenigde Staten · Wit-Rusland · Zuid-Korea · Zweden · Zwitserland
Neutrale paralympische atleten